# 871
L'871 (DCCCLXXI in numeri romani) è un anno  del IX secolo.

## Eventi
- 4 gennaio, Gran Bretagna - Battaglia di Reading: I Dani respingono l'attacco dei Sassoni e proseguono la loro avanzata nel Wessex.
- 8 gennaio, Gran Bretagna - Battaglia di Ashdown: si scontrano il regno del Wessex, l'ultimo regno anglosassone rimasto invitto, contro i Vichinghi. Vince il re sassone Etelredo, mentre il re normanno Bagsec rimane sul campo. La guerra contro i Vichinghi prosegue fino alla vittoria finale del successore Alfredo il Grande nell'879.
- 22 gennaio, Gran Bretagna - Battaglia di Basing: Si svolge l'ennesima battaglia, non decisiva, tra i Sassoni e i Dani.
- Italia
  - Bari, presa dai saraceni nell'847: si costituisce l'Emirato di Bari. Verrà poi riconquistata nel 871 dall'imperatore del Sacro Romano Impero Ludovico II.
  - Castiglione a Casauria, edificazione dell'Abbazia di san Clemente da parte di Ludovico II.

## Nati
- Fujiwara no Tokihira, nobile e politico giapponese († 909)
- García I di León, re († 914)

## Morti
- 8 gennaio - Bagsecg, re norrena
- 23 aprile - Etelredo del Wessex, sovrano inglese
- 27 maggio - Muḥammad ibn Khafāja, emiro
- 10 giugno - Oddone I di Troyes, conte
- Redburga, regina del Wessex, regina inglese (n. 788)
- Salomone I di Costanza, vescovo tedesco
- Engelschalk I d'Austria, nobile tedesco
- Guglielmo d'Austria, nobile tedesco
- Ibn Abd al-Hakam, storico arabo (n. 803)

## Calendario
| Calendario 871 | Calendario 871 | Calendario 871 | Calendario 871 | Calendario 871 | Calendario 871 | Calendario 871 | Calendario 871 | Calendario 871 | Calendario 871 | Calendario 871 | Calendario 871 | Calendario 871 | Calendario 871 | Calendario 871 | Calendario 871 | Calendario 871 | Calendario 871 | Calendario 871 | Calendario 871 | Calendario 871 | Calendario 871 | Calendario 871 | Calendario 871 | Calendario 871 | Calendario 871 | Calendario 871 | Calendario 871 | Calendario 871 | Calendario 871 | Calendario 871 | Calendario 871 | Calendario 871 |
| -------------- | -------------- | -------------- | -------------- | -------------- | -------------- | -------------- | -------------- | -------------- | -------------- | -------------- | -------------- | -------------- | -------------- | -------------- | -------------- | -------------- | -------------- | -------------- | -------------- | -------------- | -------------- | -------------- | -------------- | -------------- | -------------- | -------------- | -------------- | -------------- | -------------- | -------------- | -------------- | -------------- |
|                | 1              | 2              | 3              | 4              | 5              | 6              | 7              | 8              | 9              | 10             | 11             | 12             | 13             | 14             | 15             | 16             | 17             | 18             | 19             | 20             | 21             | 22             | 23             | 24             | 25             | 26             | 27             | 28             | 29             | 30             | 31             |                |
| Gennaio        | Lu             | Ma             | Me             | Gi             | Ve             | Sa             | Do             | Lu             | Ma             | Me             | Gi             | Ve             | Sa             | Do             | Lu             | Ma             | Me             | Gi             | Ve             | Sa             | Do             | Lu             | Ma             | Me             | Gi             | Ve             | Sa             | Do             | Lu             | Ma             | Me             |                |
| Febbraio       | Gi             | Ve             | Sa             | Do             | Lu             | Ma             | Me             | Gi             | Ve             | Sa             | Do             | Lu             | Ma             | Me             | Gi             | Ve             | Sa             | Do             | Lu             | Ma             | Me             | Gi             | Ve             | Sa             | Do             | Lu             | Ma             | Me             |                |                |                |                |
| Marzo          | Gi             | Ve             | Sa             | Do             | Lu             | Ma             | Me             | Gi             | Ve             | Sa             | Do             | Lu             | Ma             | Me             | Gi             | Ve             | Sa             | Do             | Lu             | Ma             | Me             | Gi             | Ve             | Sa             | Do             | Lu             | Ma             | Me             | Gi             | Ve             | Sa             |                |
| Aprile         | Do             | Lu             | Ma             | Me             | Gi             | Ve             | Sa             | Do             | Lu             | Ma             | Me             | Gi             | Ve             | Sa             | Do             | Lu             | Ma             | Me             | Gi             | Ve             | Sa             | Do             | Lu             | Ma             | Me             | Gi             | Ve             | Sa             | Do             | Lu             |                |                |
| Maggio         | Ma             | Me             | Gi             | Ve             | Sa             | Do             | Lu             | Ma             | Me             | Gi             | Ve             | Sa             | Do             | Lu             | Ma             | Me             | Gi             | Ve             | Sa             | Do             | Lu             | Ma             | Me             | Gi             | Ve             | Sa             | Do             | Lu             | Ma             | Me             | Gi             |                |
| Giugno         | Ve             | Sa             | Do             | Lu             | Ma             | Me             | Gi             | Ve             | Sa             | Do             | Lu             | Ma             | Me             | Gi             | Ve             | Sa             | Do             | Lu             | Ma             | Me             | Gi             | Ve             | Sa             | Do             | Lu             | Ma             | Me             | Gi             | Ve             | Sa             |                |                |
| Luglio         | Do             | Lu             | Ma             | Me             | Gi             | Ve             | Sa             | Do             | Lu             | Ma             | Me             | Gi             | Ve             | Sa             | Do             | Lu             | Ma             | Me             | Gi             | Ve             | Sa             | Do             | Lu             | Ma             | Me             | Gi             | Ve             | Sa             | Do             | Lu             | Ma             |                |
| Agosto         | Me             | Gi             | Ve             | Sa             | Do             | Lu             | Ma             | Me             | Gi             | Ve             | Sa             | Do             | Lu             | Ma             | Me             | Gi             | Ve             | Sa             | Do             | Lu             | Ma             | Me             | Gi             | Ve             | Sa             | Do             | Lu             | Ma             | Me             | Gi             | Ve             |                |
| Settembre      | Sa             | Do             | Lu             | Ma             | Me             | Gi             | Ve             | Sa             | Do             | Lu             | Ma             | Me             | Gi             | Ve             | Sa             | Do             | Lu             | Ma             | Me             | Gi             | Ve             | Sa             | Do             | Lu             | Ma             | Me             | Gi             | Ve             | Sa             | Do             |                |                |
| Ottobre        | Lu             | Ma             | Me             | Gi             | Ve             | Sa             | Do             | Lu             | Ma             | Me             | Gi             | Ve             | Sa             | Do             | Lu             | Ma             | Me             | Gi             | Ve             | Sa             | Do             | Lu             | Ma             | Me             | Gi             | Ve             | Sa             | Do             | Lu             | Ma             | Me             |                |
| Novembre       | Gi             | Ve             | Sa             | Do             | Lu             | Ma             | Me             | Gi             | Ve             | Sa             | Do             | Lu             | Ma             | Me             | Gi             | Ve             | Sa             | Do             | Lu             | Ma             | Me             | Gi             | Ve             | Sa             | Do             | Lu             | Ma             | Me             | Gi             | Ve             |                |                |
| Dicembre       | Sa             | Do             | Lu             | Ma             | Me             | Gi             | Ve             | Sa             | Do             | Lu             | Ma             | Me             | Gi             | Ve             | Sa             | Do             | Lu             | Ma             | Me             | Gi             | Ve             | Sa             | Do             | Lu             | Ma             | Me             | Gi             | Ve             | Sa             | Do             | Lu             |                |